# When I Think of You
«When I Think of You» — третий сингл американской певицы Джанет Джексон с её третьего студийного альбома Control (1986). Песня о девушке, которая успокаивается и радуется, когда думает о своем любимом, была написана Джексон и продюсерами Джимми Джемом и Терри Льюисом. Этой первый сингл Джанет, достигший вершины в американском чарте Billboard Hot 100, песня также попала в топ-10 чарта Великобритании.
Песня была вновь издана в 1995 году и выпущена на двух CD-форматах: один с ремиксами Deep Dish и Heller & Farley, другой с ремиксами Дэвида Моралеса. В этом же году эти ремиксы появились на некоторых релизах сингла «Runaway».

## Коммерческий успех
Сингл стал первым хитом #1 для Джексон в чарте Billboard Hot 100, песня возглавляла хит парад в течение двух недель. После того, как «When I Think of You» достиг первого места, Джанет и её брат Майкл Джексон стали первыми и единственными на данный момент кровными родственниками, у которых есть сольные хиты #1 в Hot 100. На тот момент Джанет было 20 лет, что делало её самым молодым артистом, возглавившим Billboard Hot 100, со времен Стиви Уандера. Сингл также добрался до 3-го места в чарте Hot R&B/Hip-Hop Songs и 1-го в Hot Dance Club Play в 1986 году. «When I Think of You» стал 32-м самым успешным синглом 1986 года в чарте Billboard Hot 100, 47-м — в Hot R&B/Hip-Hop Songs и 22-м в Hot Dance Club Play.

## Музыкальное видео
В видео на песню Джексон обходит жилой район. В каждом месте, которое она посещает, появляется таинственный человек, всё время в разных костюмах, который говорит ей короткое сообщение и затем исчезает, когда она оборачивается. Режиссёр «When I Think of You», Жюльен Тэмпл, позже снял другой клип Джексон, «Alright», и оба видео имеют схожий стиль. Некоторые сцены были созданы при помощи известного голливудского балетмейстера Майкла Кидда. Видео довольно похоже на вводную часть фильма 1986 года Абсолютные новички, в котором снялись звезды Дэвид Боуи и Шаде Аду. Особенность видео в том, что оно, как предполагается, снято за один длинный дубль, но фактически оно снято за пять меньших дублей. Два племянника Джексон, ТиДжей и Тэрилл Джексоны, появились в небольших ролях в видео. Хореография для видео была поставлена Полой Абдул, которая также снялась в клипе.

## Живые выступления
Джексон исполняла песню во время всех её туров: Rhythm Nation 1814 Tour, Janet World Tour, The Velvet Rope Tour, All for You Tour, Rock Witchu Tour и Number Ones, Up Close and Personal.

## Список композиций
US/Canada/European/Japan 7" vinyl (1986)
1. «When I Think of You» — 3:56
2. «Pretty Boy» — 6:32

UK 7" vinyl (1986)
1. «When I Think of You» — 3:56
2. «Come Give Your Love to Me» — 5:03

Spain/France/Germany 12" vinyl (Dance remix vinyl) — 1986
1. «When I Think of You» (dance remix) — 6:12
2. «When I Think of You» (instrumental) — 4:00
3. «When I Think of You» (extra beats) — 2:00
4. «When I Think of You» (dub version) — 3:15

US/Canada/Philippines/Australia & New Zealand 12" vinyl (1986)
1. «When I Think of You» (dance remix) — 6:12
2. «When I Think of You» (instrumental) — 4:00
3. «When I Think of You» (extra beats) — 2:00
4. «When I Think of You» (dub / a cappella) — 3:15

UK 12" vinyl (1986)
1. «When I Think of You» (dance remix) — 6:25
2. «When I Think of You» (instrumental / a cappella / extra beats) — 9:17
3. «Come Give Your Love to Me» — 5:03

UK CD 1 single / 12" double promo single — Deep Dish/Heller & Farley Mixes (1996)
1. «When I Think of You» (Deep Dish Chocolate City Mix) — 9:35
2. «When I Think of You» (Deep Dish Quiet Storm Dub) — 7:52
3. «When I Think of You» (Deep Dish Dished Out Bums) — 11:22
4. «When I Think of You» (Heller & Farley Project Mix) — 10:46
5. «When I Think of You» (Junior Trackhead Joint) — 7:08

UK CD 2 single / 12" double promo single — The David Morales Remixes (1996)
1. «When I Think of You» (Morales Extended House Mix) — 7:43
2. «When I Think of You» (Morales Drum Mix) — 5:10
3. «When I Think of You» (Morales Jazzy Mix) — 10:19
4. «When I Think of You» (Morales Crazy Love Mix) — 8:45
5. «When I Think of You» (Morales Classic Club Mix) — 6:57
6. «When I Think of You» (Morales Incredible Boss Dub) — 7:12

## Официальные версии / ремиксы
1986
- Album version — 3:56
- Instrumental — 4:00
- Dance remix — 6:25
- Dub version — 3:15
- Extra beats — 2:00

1995
| - Morales Classic Mix — 6:57 - Morales Extended House Mix — 7:43 - Morales Jazzy Mix — 10:19 - Morales Crazy Love Mix — 8:44 - Morales Drum Mix — 5:10 - Morales Incredible Boss Dub — 7:12 | - Deep Dish Chocolate City Mix — 9:35 - Deep Dish Dished Out Bums — 11:22 - Deep Dish Quiet Storm Dub — 7:52 - Heller & Farley Project Mix — 10:46 - Junior Trackhead Joint — 7:08 |

## Позиции в хит-парадах
| Чарт (1986)                        | Место |
| ---------------------------------- | ----- |
| Australian Kent Music Report       | 53    |
| Belgian Singles Chart (Flanders)   | 8     |
| Canadian Singles Chart             | 6     |
| Dutch Top 40                       | 3     |
| German Singles Chart               | 36    |
| Irish Singles Chart                | 10    |
| New Zealand Singles Chart          | 23    |
| Spanish Singles Chart              | 24    |
| UK Singles Chart                   | 10    |
| US Billboard Hot 100               | 1     |
| US Billboard Hot R&B/Hip-Hop Songs | 3     |
| US Billboard Hot Dance Club Songs  | 1     |
| US Billboard Adult Contemporary    | 10    |

| Чарт (1986)                                 | Место |
| ------------------------------------------- | ----- |
| США (Billboard Top Black Singles)           | 47    |
| США (Billboard Top Dance Club Play Singles) | 22    |
| США (Billboard Top Dance Sales Singles)     | 24    |
| США (Billboard Top Pop Singles)             | 32    |